# میدان‌های نفتی امارات متحده عربی
میدان‌های نفتی امارات متحده عربی با ذخیره ۹۷ میلیارد و ۸۰ میلیون بشکه نفت درجا، امارات را هشتمین کشور دارندهٔ ذخایر عظیم نفتی در میان کشورهای جهان معرفی کرده.